# Saccarosio fosforilasi
La saccarosio fosforilasi è un enzima appartenente alla classe delle transferasi, che catalizza la seguente reazione:
saccarosio + fosfato ⇄ D-fruttosio + α-D-glucosio 1-fosfato
Nella reazione successiva, l'arsenato può rimpiazzare il fosfato. Nella reazione opposta, vari chetosi e l'L-arabinosio possono rimpiazzare il D-fruttosio.